# The Winchesters
The Winchesters è  una serie televisiva drammatica dark fantasy statunitense, spin-off prequel di Supernatural, ideata da Robbie Thomson. Andata in onda su The CW dall'11 ottobre 2022 al 7 marzo 2023. Nel maggio 2023 la serie è stata cancellata dopo una stagione. In Italia la serie è inedita.

## Trama
Negli anni '70, Dean Winchester racconta la storia d'amore dei suoi genitori, John Winchester e Mary Campbell. Il tutto inizia con il ritorno di John dalla guerra in Vietnam quando un incontro misterioso lo spinge alla ricerca del padre Henry. Durante il viaggio incontra Mary, una giovane cacciatrice, anch'essa alla ricerca del proprio padre. I due uniscono le forze con Latika e Carlos, due giovani cacciatori incontrati lungo il cammino, e Ada Monroe, proprietaria di una libreria dell'occulto.

## Episodi
| Stagione       | Episodi | Prima TV USA | Prima TV Italia |
| -------------- | ------- | ------------ | --------------- |
| Prima stagione | 13      | 2022-2023    | Inedita         |

## Personaggi e interpreti

### Personaggi principali
- Mary Campbell, interpretata da Meg Donnelly.
- John Winchester, interpretato da Drake Rodger.
- Latika "Lata" Desai, interpretata da Nida Khurshid. Giovane cacciatrice.
- Carlos Cervantez, interpretato da Jojo Fleites. Cacciatore di demoni.
- Ada Monroe, interpretata da Demetria McKinney. Proprietaria di una libreria interessata all'occulto.
- Millie Winchester, interpretata da Bianca Kajlich. Madre di John.

### Personaggi secondari
- Dean Winchester, interpretato da Jensen Ackles. Figlio di John e Mary.
- Henry Winchester, interpretato da Gil McKinney. Padre di John.
- Samuel Campbell, interpretato da Tom Welling. Padre di Mary.
- Rockin' Roxy, interpretata da Bridget Regan.
- Betty Donelan, interpretata da Andrea Londo.
- Kyle Reed, interpretato da Ryan McCartan.

## Produzione

### Sviluppo
Il 24 giugno 2021 è stata annunciato che The CW stava sviluppando la produzione di una serie prequel di Supernatural intitolata The Winchesters e incentrata sui genitori di Sam e Dean, John e Mary. Produttori della serie erano Jensen Ackles, sua moglie Danneel Ackles (che ha interpretato Anael nella serie) e lo scrittore di Supernatural Robbie Thompson. Jensen Ackles riprende anche il suo ruolo di Dean Winchester come narratore. The CW ha ordinato l'episodio pilota il 3 febbraio 2022 ed è stato diretto da Glen Winter.
Il 21 marzo 2022 è stato annunciato che Meg Donnelly e Drake Rodger erano stati scelti rispettivamente per interpretare Mary e John. Il 12  maggio The CW ha ordinato la serie, la quale ha debuttato l'11 ottobre 2022. Nell'agosto 2022 è stato confermato che Jensen Ackles avrebbe ripreso il ruolo di Dean nel primo episodio.
L'11 maggio 2023 The CW ha cancellato la serie dopo una sola stagione. I produttori della Warner Bros. Television avevano intenzione di vendere i diritti della serie ad altri emittenti ma il 2 giugno 2023 Deadline Hollywood riportò che la serie non era riuscita a trovare nessuno che la riprendesse e che tutti gli sforzi in questa direzione erano stati interrotti. Il giorno successivo, Jensen Ackles ha confermato la notizia attribuendo i motivi al cambiamento di rete e allo sciopero degli sceneggiatori del 2023.

### Riprese
Le riprese dell'episodio pilota sono iniziate nell'aprile 2022 nella città di New Orleans. Le riprese principali del resto della serie sono iniziate a New Orleans il 25 luglio e si sono concluse 15 dicembre.

## Accoglienza

### Critica
Sull'aggregatore di recensioni Rotten Tomatoes la serie riceve il 100% delle recensioni positive, mentre su Metacritic ha un punteggio di 49 su 100 basato su 6 recensioni professionali.